# Siergiej Michajłow (dyplomata)
Siergiej Siergiejewicz Michajłow (ros. Серге́й Серге́евич Миха́йлов, 1912–1984) – radziecki dyplomata.

## Życiorys
Należał do WKP(b), od 1940 pracował w Ludowym Komisariacie/Ministerstwie Spraw Zagranicznych ZSRR, 1945-1946 był radcą Ambasady ZSRR w Turcji, a 1946-1948 kierownikiem Wydziału VI Europejskiego MSZ ZSRR. W 1948 był zastępcą kierownika Wydziału I Europejskiego MSZ ZSRR, 1950-1954 radcą Ambasady ZSRR we Włoszech, a od 1954 do grudnia 1955 ponownie zastępcą kierownika Wydziału I Europejskiego MSZ ZSRR. Od 24 grudnia 1955 do 14 grudnia 1960 był ambasadorem nadzwyczajnym i pełnomocnym ZSRR w Urugwaju, od 30 września 1965 do 30 maja 1974 ambasadorem nadzwyczajnym i pełnomocnym ZSRR w Brazylii, a od 24 lipca 1970 do 6 stycznia 1975 w Gujanie.